# Îles Solentiname
Les Îles Solentiname (API : [solεnti'name]) sont un archipel situé dans le Sud du lac Nicaragua (ou Lac Cocibolca), près de la frontière avec le Costa Rica, dans le département nicaraguayen de Río San Juan. L’archipel comprend quatre îles principales nommées d’ouest en l’est, Mancarroncito, Mancarrón, San Fernando et La Venada. Il y a aussi environ trente-deux îlots dont les promontoires rocheux fournissent un abri à un grand nombre d’oiseaux aquatiques. La superficie terrestre totale de l'archipel est de 38 km2. L'altitude maximale est de 257 m dans l'île de Mancarrón. Ces îles sont d’origine volcanique.
L'archipel fait partie des 78 zones protégées au Nicaragua.

## Description
Les Îles Solentiname sont tropicales dans tous les sens du mot. Elles sont couvertes de plusieurs espèces d’arbres tropicaux et on y trouve une grande variété d’oiseaux colorés, 76 espèces en tout, dont des espèces de perroquets et des toucans. L’eau autour des îles contient une abondance de poissons, dont il y a environ 46 espèces, comme le tarpon, le requin d'eau douce, le poisson-scie[réf. nécessaire], et l'espadon[réf. nécessaire]. L’île de La Venada est connue pour ses cerfs ,dont elle tient son nom (venado signifie « cerf » en espagnol).
La tranquillité et le paysage coloré sont probablement les qualités des îles qui ont attiré les artistes. Les peintres et les sculpteurs sur bois partagent les îles avec les fermiers et les pêcheurs. Il y a moins de 1 000 habitants dans les îles. Les commodités modernes telles que l’électricité et l’eau courante y sont assez rares.

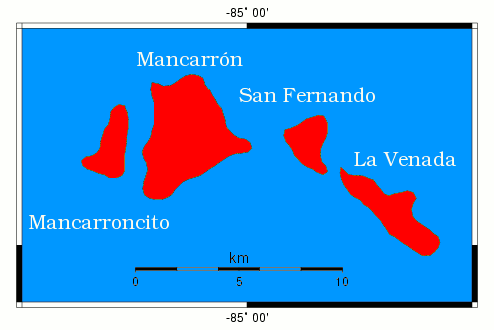
Îles Solentiname

Mancarrón est la plus grande des îles. 
C’est la paroisse historique du prêtre et poète Ernesto Cardenal. Le révérend père Cardenal arriva dans les îles en 1966. Il est connu pour avoir fondé une communauté pour les artistes dans les années 1970, qui existe encore dans l’archipel. 
La société développa son propre mouvement artistique basé sur l’art populaire des îles. Ces artistes créent leurs œuvres dans un style naïf. Le père Cardenal et les artistes reçurent aussi de l’aide du peintre Róger Pérez de la Rocha. L'écrivain argentin Julio Cortázar situe par ailleurs l'une de ses plus célèbres nouvelles fantastiques (L'Apocalypse de Solentiname) dans cet archipel (il y évoque du reste Ernesto Cardenal).

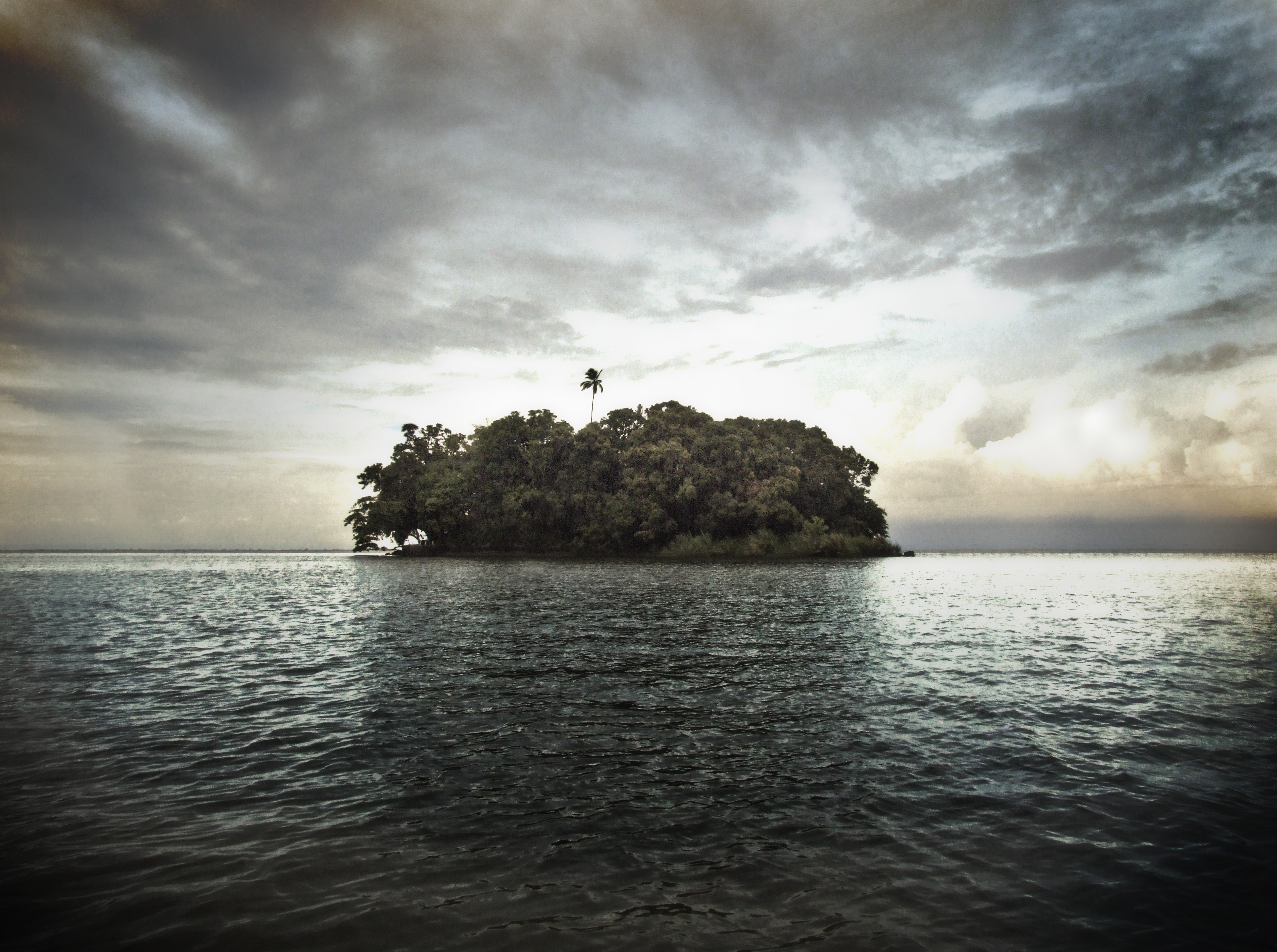
Paysage des îles Solentiname.

Il y a une petite galerie d’art où les artisans et les artistes exposent leurs œuvres: les oiseaux en bois et les mobiles dont les figures représentent les animaux des îles sont taillés dans le balsa. On peut y voir aussi les peintures primitivistes Solentiname, qui sont inspirés principalement par la flore et la faune des îles.
C'est la flore et la faune des îles Solentiname qui en ont fait récemment une destination de l’écotourisme. Actuellement, les îles ne sont pas encore très réputées parmi les écotouristes, mais il y a maintenant trois hôtels dans les îles, et deux d’entre eux sont assez récents.
Il y a aussi quelques sites archéologiques importants dans les îles (dont des pétroglyphes à San Fernando). On peut y trouver aussi la réserve de la faune Los Guatuzos, qui est un marais de 400 km2 parallèle au bord du lac. On peut y voir des singes et des alligators.
Le sens du nom Solentiname n’est pas très clair. Selon la légende, c’est un mot nahuatl pour «compagnie de cailles», mais selon une autre, le nom vient du mot nahuatl Celentinametl qui veut dire « lieu de beaucoup d’invités ». La deuxième opinion semble être majoritaire.